# Georges Charpak

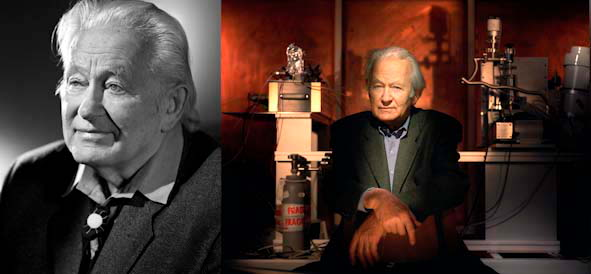
Georges Charpak 2005

Schema av en trådkammare: en partikel T passerar några trådar W mellan katodplattor P; elektriska pulsar visas efter förstärkare A.

Georges Charpak, född 1 augusti 1924 i Dąbrowica, Polen) (nuvarande Dubrovytsia, Ukraina), död 29 september 2010 i Paris, var en fransk nobelpristagare i fysik 1992. Han fick priset med motiveringen "för hans uppfinning och utveckling av partikeldetektorer, särskilt flertrådsproportionalkammaren".
Charpaks familj flyttade från Polen till Paris när han var 7 år gammal. Under andra världskriget deltog han i den franska motståndsrörelsen och fängslades 1943. 1944 deporterades han till koncentrationslägret i Dachau, där han blev kvar till krigets slut 1945. Han blev fransk medborgare 1946.
Charpak tog doktorsexamen vid Collège de France, Paris 1955. 1959 började han arbeta vid CERN i Genève och 1984 blev han
Joliot-Curie professor vid École Normale Supérieure de Physique et Chimie i Paris.
Han blev medlem i franska vetenskapsakademin 1985.
Charpaks uppfinning, flertrådsproportionalkammaren, möjliggör upptäckten av mycket kortlivade och sällsynta partiklar. Detektorn levererar data direkt till anslutna datorer som kan analysera en mycket stor mängd data. Detta gör det möjligt att studera förlopp med både större upplösning och tätare tidsintervall än som tidigare var möjligt med till exempel bubbelkammare.